# Arneis

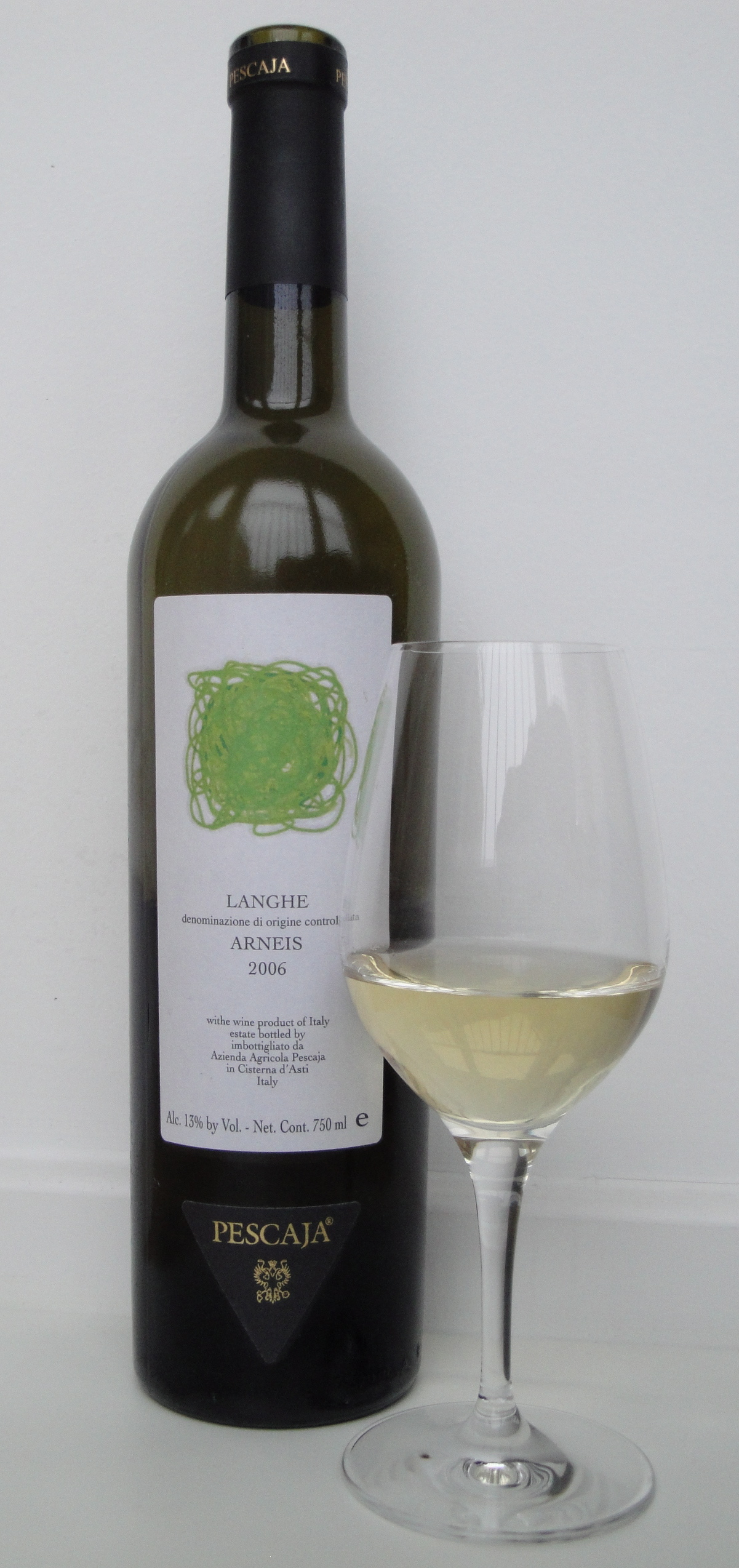
Langhe Arneis.

Arneis è un vitigno a bacca bianca piemontese originario del Roero, diffuso oltre che nella regione originaria, anche in Liguria e Sardegna. Le prime citazioni che lo riguardano risalirebbero alla seconda metà del XIX secolo, indicato coi nomi Bianchetta o Nebbiolo Bianco. È il vitigno base per la produzione del noto vino bianco piemontese Roero Arneis DOCG.

## Storia
Pare che il nome derivi dal dialettale cuneese corrispondente ad "arnese" cioè cosuccia, carabattola, oggetto da poco; questo perché tradizionalmente era coltivata attorno alle ben più pregiate viti di nebbiolo, nel caso di persone il termine è riferibile a persone scomode, irregolari, scontrose, e complessivamente da poco, può esistere un riferimento altresì al nome dell'antico vitigno del bric Arneiso (o Reneiso), situato nella regione del feudo del leggendario signore Crispino di Arneis (in francese detto Crispin d'Arnes) nei pressi di Canale (CN).
La rivalutazione contemporanea del vitigno lo ha reso uno dei vitigni a bacca bianca più stimati del Piemonte, facendone un buon contraltare per i nobilissimi vitigni a bacca rossa per cui sono celebri le Langhe ed il Monferrato.

## Caratteristiche morfologiche
- Germoglio con apice cotonoso di colore bianco-verdastro con orli sfumati di rosa
- Grappolo medio o medio-piccolo di forma cilindrica-piramidale, spesso alato
- Acino medio-piccolo di forma ellissoidale e colore giallo-verdastro con abbondante pruina
- Foglia di media grandezza con tre o cinque lobi a seconda dei cloni
- Allevamento a controspalliera con potatura corta o mista, predilige terreni collinari di buona esposizione e di composizione prevalentemente sabbiosa
- È sensibile all'oidio e scarsamente alla muffa grigia e al marciume acido.

## Impiego
Viene utilizzato nella produzione del Langhe Arneis, del Langhe Arneis passito, nel Roero Arneis e nel